# Guvernul Constantin Bosianu
Guvernul Constantin Bosianu a fost un consiliu de miniștri care a guvernat Principatele Unite ale Moldovei și Țării Românești în perioada 26 ianuarie - 14 iunie 1865.

## Componența
- Președintele Consiliului de Miniștri

Constantin Bosianu (26 ianuarie - 14 iunie 1865)
- Ministrul de interne, agricultură și lucrări publice

Constantin Bosianu (26 ianuarie - 14 iunie 1865)
- Ministrul de externe

Nicolae Rosetti-Bălănescu (26 ianuarie - 14 iunie 1865)
- Ministrul finanțelor

Ion Strat (26 ianuarie - 14 iunie 1865)
- Ministrul justiției și cultelor

George Vernescu (26 ianuarie - 14 iunie 1865)
- Ministrul de război

Gen. Savel Manu (26 ianuarie - 14 iunie 1865)
- Ministrul controlului

ad-int. Nicolae Rosetti-Bălănescu (26 ianuarie - 14 iunie 1865)

## Sursa
- Stelian Neagoe - "Istoria guvernelor României de la începuturi - 1859 până în zilele noastre - 1995" (Ed. Machiavelli, București, 1995)

| Precedat(ă) de: Guvernul Mihail Kogălniceanu | Guvernul Constantin Bosianu 26 ianuarie - 14 iunie 1865 | Succedat(ă) de: Guvernul Nicolae Crețulescu (2) |